# Marienkapelle (Mürren)
Die römisch-katholische Marienkapelle in Mürren ist eine Filialkirche der Pfarrei Heiliggeist in Interlaken. Sie wurde 1892–1893 aufgrund einer Stiftung des Bieler Pfarrers Jecker erbaut.

## Geschichte
Der Pfarrer Edmond Jecker (1843–1903) von der Pfarrei St. Maria in Biel erwarb 1886 während eines Kuraufenthalts in Mürren das Chalet «Ermitage» und feierte in dessen Obergeschoss Gottesdienste. Der enge Raum war bald für die grosse Besucherzahl zu klein. Deshalb liess er 1892 neben seinem Chalet eine Kapelle bauen. Die Finanzierung wurde teilweise durch Fremdenkonzerte erbracht. Die Einweihung fand erst am 15. August 1895 durch Bischof Leonhard Haas statt. Nach dem Tod Jeckers kam das Chalet samt Kapelle in andere Besitzerhände und wurde schliesslich dem «Consortium Fides» (dem römisch-katholischen Kultusverein Biel) für 6'992,90 Franken verkauft. Geistliche aus Biel besorgten für Jahrzehnte in den Sommermonaten die Gottesdienste in der Kapelle. Im Herbst 1963 ging die Verantwortung für Mürren auf die Pfarrei in Interlaken über.
Die Marienkapelle wurde gleichzeitig mit der alten Marienkirche in Thun gebaut und ist somit eine der ersten römisch-katholischen Kirchen im Berner Oberland.

## Baubeschreibung
Der auf einem Massivsockel stehende Ständerbau hat ein Satteldach das über dem oktogonalen Chor abgewalmt ist. Beim Umbau in den 1970er Jahren wurde die ursprüngliche Schindelverkleidung durch wetterfestes Eternit ersetzt. Dabei wurde auch der kleine Dachreiter und die Vorhalle erneuert. Die Spitzbogenfenster sind in neugotischem Stil gehalten.